# Phare de Selvagem Grande
Le phare de Selvagem Grande est un phare situé sur l'île de Selvagem Grande, au nord du groupe des îles Selvagens  (Archipel de Madère - Portugal). Il se trouve dans la Réserve naturelle des îles Selvagem.
Il est géré par l'autorité maritime nationale du Portugal à Oeiras (Grand Lisbonne) .

## Histoire
La réserve naturelle des îles Selvagens est la plus ancienne réserve naturelle portugaise. La construction du phare et la présence des gardiens de phare est une étape importante dans l'histoire de cette réserve. Selon l'histoire, c'est en 1881 que l'idée de la construction d'un phare dans les îles Selvagens est apparue. Mais la souveraineté des îles entre le Portugal et l'Espagne n'était pas encore réglée. En raison du manque réciproque de compréhension, la construction du phare a été longtemps différée. C'est en 1938 que la Commission permanente du droit maritime international a certifié la souveraineté des îles pour le Portugal et a fait placer un point de repère astronomique sur Selvagem Grande par la Mission hydrographique des îles adjacentes  cette même année. Le besoin d'un phare aux îles Selvagens a été mis d'actualité après plusieurs naufrages à cause de l'absence de signalisation des bancs rocheux à l'approche des îles. La responsabilité du Portugal, en matière de sécurité maritime dans les îles Selvagens, a été remise en cause après ces nombreux naufrages.
Le premier phare a été mis en service le 6 juin 1977, au Pico da Atalaia sur Selvagem Grande et le second le 17 juin de la même année au Pico do Veado sur Selvagem Pequena. La modernisation des phares du Portugal a fait que les phares des îles Selvagens ont été les premiers à utiliser des cellules photovoltaïques pour l'alimentation de leur feu.
Le phare est installé au sommet du Pico da Atalaia, le point culminant de l'île, à l'ouest de celle-ci. C'est une tour cylindrique de 14 mètres de haut peinte avec des bandes horizontales rouges et blanches. Le feu émet, à 163 mètres au dessus-du niveau de la mer, un flash blanc, toutes les 4 secondes, visible jusqu'à 22 kilomètres       .
Une permission spéciale est nécessaire pour visiter l'île car elle est classée site naturel par le Réseau Natura 2000, située dans la réserve naturelle des îles Selvagens partie intégrante du Parc naturel de Madère.
Identifiant : ARLHS : MAD011 ; PT-668 - Amirauté : D2768 - NGA : 23776 .
|                                 |
| Localisation des îles Selvagens |

|                 |
| Selvagem Grande |

### Lien connexe
- Liste des phares de Madère